# Toboł Kurgan
Toboł Kurgan (ros. Футбольный клуб «Тобол» Курган, Futbolnyj Kłub „Toboł” Kurgan) – rosyjski klub piłkarski z siedzibą w Kurganie.

## Historia
Chronologia nazw:
- 1960–1964: Stroitiel Kurgan (ros. «Строитель» Курган)
- 1965–1966: Trud Kurgan (ros. «Труд» Курган)
- 1967–1975: Zauralec Kurgan (ros. «Зауралец» Курган)
- 1986–1989: Torpedo Kurgan (ros. «Торпедо» Курган)
- 1990: Zauralje Kurgan (ros. «Зауралье» Курган)
- 1991–1998: Sibir Kurgan (ros. «Сибирь» Курган)
- 1999: FK Kurgan (ros. ФК «Курган»)
- 2000–2001: Spartak Kurgan (ros. «Спартак» Курган)
- od 2002: Toboł Kurgan (ros. «Тобол» Курган)

Piłkarska drużyna Stroitiel została założona w 1946 w mieście Kurgan.
W tym że roku zespół debiutował w Klasie B, grupie 4. Mistrzostw ZSRR.
Po reformie systemu lig ZSRR w 1963 klub okazał się w niższej Klasie B, grupie 4, w której występował do 1974, z wyjątkiem 1970, kiedy to zmagał się w niższej lidze.
W 1975 klub Zauralec Kurgan (tak wtedy nazywał się) został zdjęty z rozgrywek w Drugiej Lidze.
Dopiero w 1986 klub pod nazwą Torpedo Kurgan ponownie rozpoczął w Drugiej Lidze.
W 1990 i 1991 występował w Drugiej Niższej Lidze.
W 1991 zmienił nazwę na Sibir Kurgan.
W Mistrzostwach Rosji klub startował w Drugiej Lidze, grupie 5, w której występował do 2005, z wyjątkiem 1994, kiedy to występował w Trzeciej Lidze oraz 2002, kiedy to zmagał się w Amatorskiej Lidze.
Od 2002 klub przyjął obecną nazwę Toboł Kurgan.
W 2005 klub zajął przedostatnie 18 miejsce w Drugiej Dywizji, grupie Uralsko-Nadwołżańskiej i spadł z rozgrywek na poziomie profesjonalnym.
Obecnie występuje w Lidze Amatorskiej, w strefie uralskiej.

## Osiągnięcia
- 8 miejsce w Klasie B ZSRR:

1961
- 1/32 finału w Pucharze ZSRR:

1966
- 5 miejsce w Rosyjskiej Drugiej Lidze, grupie 5:

1992
- 1/64 finału w Pucharze Rosji:

1998

## Znani piłkarze
- / Władimir Kasztanow